# CVバルセロナ
FCバルセロナ・ボレイボルまたはCVバルセロナは、スペインの男子バレーボールチーム。総合スポーツクラブであるFCバルセロナの一部門である。スペイン1部リーグに所属している。

## 沿革
1970年に設立され、長らくアマチュアチームだったが、2004年に準プロチームとなって本格的な強化を開始した。2008年からはスペイン1部リーグに所属しているが、まだ全国優勝経験はない。